# ジョナサン・ウルフ (哲学者)
ジョナサン・ウルフ（英: Jonathan Wolff、 1959年6月25日 – ）は、イギリスの哲学者。現在、オックスフォード大学ウルフソン・カレッジの「哲学および公共政策」上級研究フェロー（Senior Research Fellow in Philosophy and Public Policy）並びに同カレッジのガヴァーニング・ボディ・フェローを務めている。以前はオックスフォード大学ブラヴァトニク公共政策大学院でアルフレッド・ランデッカー「価値と公共政策」教授（Alfred Landecker Professor of Values and Public Policy）を歴任した。2016年にブラヴァトニク公共政策大学院へ移籍するまで、学術キャリアの全てをユニヴァーシティ・カレッジ・ロンドン（UCL）で過ごしており、同大学では哲学教授および芸術・人文学部長を務めていた。

## 人生と経歴
ウォルフは1959年6月25日、ハーバート・ウォルフとドリス・ウォルフ（旧姓ポラコフ）の子として生まれた。1985年、UCL（ユニヴァーシティ・カレッジ・ロンドン）でジェラルド・コーエンの指導の下、哲学修士号（M.Phil.）を取得した。その後、ハークネス・フェローとして1年間ユニヴァーシティ・カレッジ・ロンドンに在籍し、帰国後は2016年までUCLで教鞭を執り、最終的には哲学教授兼芸術・人文学部長を務めた。2016年から2020年まではオックスフォード大学ブラヴァトニク公共政策大学院の公共政策講座（Blavatnik Chair in Public Policy）を担当し、その後同大学院でアルフレッド・ランデッカー「価値と公共政策」教授（Alfred Landecker Professor of Values and Public Policy）を務めた。2024年秋現在、オックスフォード大学ウルフソン・カレッジにて「哲学および公共政策」上級研究フェロー兼ガヴァーニング・ボディ・フェローとして活動している。
2023年より王立哲学研究所（Royal Institute of Philosophy）の会長を務めている。過去には英国哲学協会（British Philosophical Association）の書記を務め、またアリストテレス協会（Aristotelian Society）では編集長を経て名誉書記を務めた。同協会は「アリストテレス協会紀要」（Proceedings of the Aristotelian Society）を刊行している。近年のウォルフの研究関心は、社会的な不利益と平等、そして公共政策における意思決定に焦点を当てている。
マルクス主義研究者としての活動の一環で、ウォルフはマルクス主義思想を論じた論文「Marx and Exploitation」を『The Journal of Ethics』に発表した
。また、政治哲学の入門読本『Political Thought』をマイケル・ローゼン（Michael Rosen）と共編している。
彼は、ロバート・ノージックの『アナーキー・国家・ユートピア』をめぐる議論を概説した『ノージック――所有・正義・最小国家』、カール・マルクスについての入門書 『Why Read Marx Today?』、および『政治哲学入門』を著している。さらに、数年間にわたり『ガーディアン』紙で高等教育に関する定期コラムを執筆していた。
2008年から2014年までナフィールド生命倫理評議会（Nuffield Council on Bioethics）の委員を務め、同評議会の作業部会では「動物実験の倫理」と「個別化医療の倫理」の2件に参加した。
2023年にはイギリス学士院フェローに選出された。

## 著書
- Robert Nozick: property, justice and the minimal state, Stanford University Press, 1991.

『ノージック――所有・正義・最小国家』、森村進・森村たまき訳、勁草書房、1994年
- An introduction to political philosophy, Oxford University Press, 1996.

『政治哲学入門』、坂本知宏訳、晃洋書房、2000年
- Why read Marx today?, Oxford University Press, 2002.
- Ethics and public policy: a philosophical inquiry, Routledge, 2011.

『「正しい政策」がないならどうすべきか: 政策のための哲学』、大澤津・原田健二朗訳、勁草書房、2016年
- The human right to health, W. W. Norton, 2012.

### 共著
- Disadvantage, Jonathan Wolff and Avner De-Shalit, Oxford University Press, 2007.

### 編著
- Political thought, edited by Michael Rosen and Jonathan Wolff, Oxford University Press, 1999.
- The proper ambition of science, edited by M. W. F. Stone and Jonathan Wolff, Routledge, 2000.